# Joseph Gales

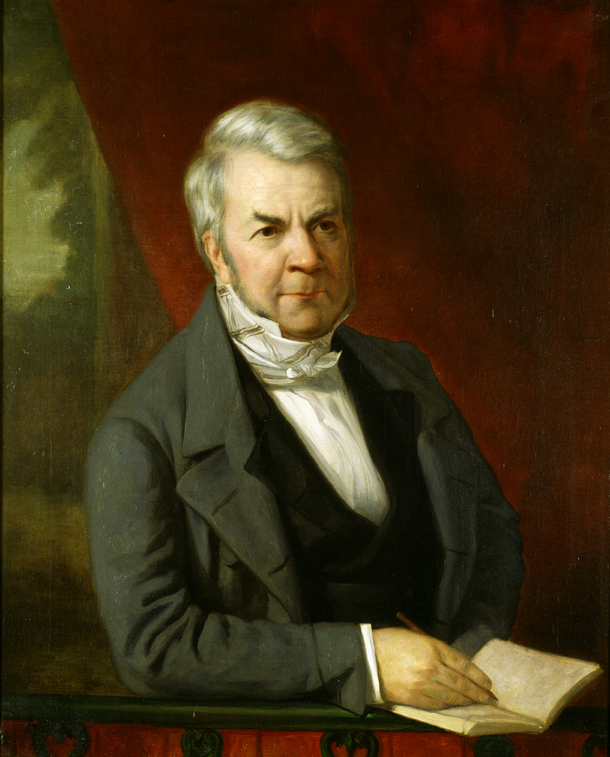
Joseph Gales

Joseph Gales, Jr. (* 10. April 1786 in Eckington, Derbyshire, Großbritannien; † 21. Juli 1860 in Washington, D.C.) war ein US-amerikanischer Politiker. Zwischen 1827 und 1830 war er Bürgermeister der Stadt Washington.

## Werdegang
Im Jahr 1795 kam Joseph Gales mit seinem Vater in die Vereinigten Staaten. Der Vater war ein Drucker und war wegen seiner republikanischen Ansichten aus England ausgewiesen worden. Joseph studierte an der University of North Carolina in Chapel Hill. Seit 1807 lebte er in Washington, wo er als Assistent für den Herausgeber Samuel Harrison Smith der Zeitung The National Intelligencer arbeitete. Da er die Stenographie erlernt hatte, berichtete er aus dem Kongress. 1813 zog sich Smith aus dem Zeitungsverlag zurück und Gales wurde deren Eigentümer. Er ging eine Partnerschaft mit seinem Schwager William Winston Seaton (1785–1866) ein.
Für viele Jahre war Gales der einzige Berichterstatter aus dem US-Senat, während Seaton aus dem Repräsentantenhaus berichtete. Der Intelligencer unterstützte die Regierungen von Thomas Jefferson, James Madison und James Monroe. Gales und Seaton waren die offiziellen Drucker des Kongresses von 1819 bis 1829 und druckten die Protokolle der Kongresssitzungen ab. Danach hatte die Regierung ein eigenes „printing office“.
Zwischen 1834 und 1856 gaben sie unter dem Titel Annals of Congress 42 Bände über die Kongressdebatten zwischen 1798 und 1824 heraus. Diese stellen bis heute eine wichtige Quelle für historische Forschungen dar.
Die Parteizugehörigkeit von Gales ist nicht überliefert. Seit 1814 saß er im Stadtrat von Washington. Nach dem Rücktritt von Bürgermeister Roger C. Weightman wurde er vom Stadtrat zu dessen Nachfolger gewählt. Dieses Amt trat er am 11. Juni 1827 an. Ein Jahr später wurde er offiziell in dieses Amt gewählt, in dem er bis zum 14. Juni 1830 verblieb.
Seaton sollte zwischen 1840 und 1850 ebenfalls Bürgermeister der Bundeshauptstadt werden. Nachdem sich der Kongress in Whigs und Demokraten gespalten hatte, verloren die Partner ihre offizielle Schirmherrschaft. The National Intelligencer erschien noch bis 1868; Gales starb 1860 und Seaton ging 1864 in den Ruhestand.
Erwähnenswert ist noch, dass bis 1871 der Bürgermeister von Washington nicht den gesamten District of Columbia verwaltete. Die damals selbständige Stadt Georgetown stellte bis 1871 ihren eigenen Bürgermeister. Nach dem Ende seiner Zeit als Bürgermeister setzte Joseph Gales seine journalistische Arbeit fort. Er starb am 21. Juli 1860 in Washington.